# Шамушка
Шаму́шка (порт.  Chamusca; [ʃɐ'muʃkɐ]) — посёлок городского типа в Португалии, центр одноимённого муниципалитета в составе округа Сантарен. Численность населения — 3,7 тыс. жителей (посёлок), 11,2 тыс. жителей (муниципалитет). Посёлок и муниципалитет входит в экономико-статистический регион Алентежу и субрегион Лезирия-ду-Тежу. По старому административному делению входил в провинцию Рибатежу.
Покровителем посёлка считается Святой Брас (порт. São Brás).

## Расположение
Посёлок расположен в 22 км на северо-восток от города Сантарен.
Муниципалитет граничит:
- на севере — муниципалитет Вила-Нова-да-Баркинья
- на востоке — муниципалитеты Конштансия, Абрантиш
- на юго-востоке — муниципалитет Понти-ди-Сор
- на юге — муниципалитет Коруше
- на западе — муниципалитет Алмейрин, Алпиарса, Сантарен
- на северо-западе — муниципалитет Голеган

## Население
| Население муниципалитета Шамушка (1801—2004) | Население муниципалитета Шамушка (1801—2004) | Население муниципалитета Шамушка (1801—2004) | Население муниципалитета Шамушка (1801—2004) | Население муниципалитета Шамушка (1801—2004) | Население муниципалитета Шамушка (1801—2004) | Население муниципалитета Шамушка (1801—2004) | Население муниципалитета Шамушка (1801—2004) | Население муниципалитета Шамушка (1801—2004) |
| -------------------------------------------- | -------------------------------------------- | -------------------------------------------- | -------------------------------------------- | -------------------------------------------- | -------------------------------------------- | -------------------------------------------- | -------------------------------------------- | -------------------------------------------- |
| 1801                                         | 1849                                         | 1900                                         | 1930                                         | 1960                                         | 1981                                         | 1991                                         | 2001                                         | 2004                                         |
| 2725                                         | 4313                                         | 10 418                                       | 12 925                                       | 15 871                                       | 13 135                                       | 12 282                                       | 11 492                                       | 11 313                                       |

## История
Посёлок основан в 1561 году.

## Районы
В муниципалитет входят следующие районы:

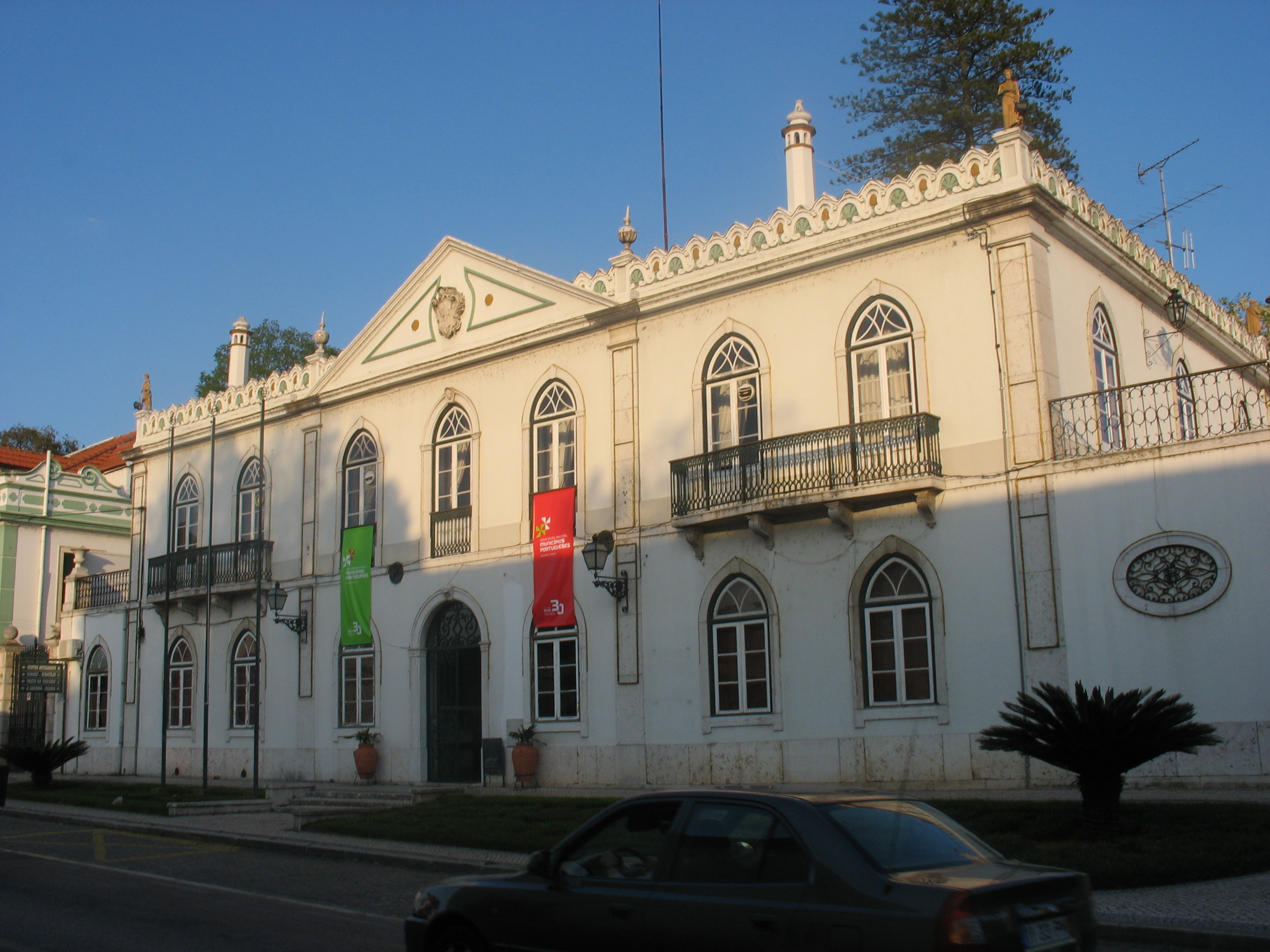

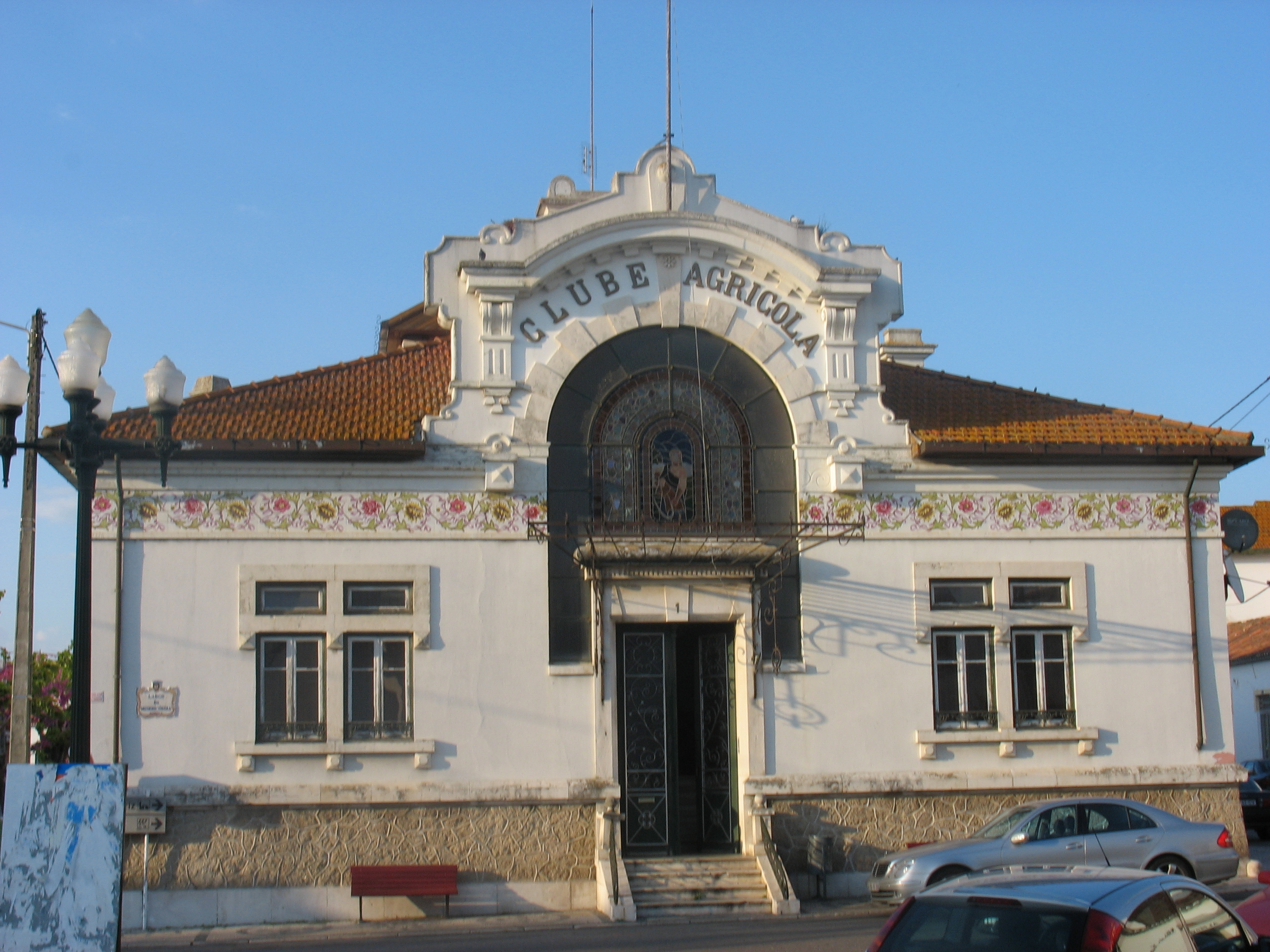

1. Каррегейра
2. Шамушка
3. Шоту
4. Паррейра
5. Пиньейру-Гранде
6. Улме
7. Вале-де-Кавалуш